# (2654) Ristenpart
(2654) Ristenpart (1968 OG) – planetoida z pasa głównego asteroid okrążająca Słońce w ciągu 5,32 lat w średniej odległości 3,05 j.a. Odkryta 18 lipca 1968 roku.